# Neuroxena rectilineata
Neuroxena rectilineata är en fjärilsart som beskrevs av De Toulgoët 1972. Neuroxena rectilineata ingår i släktet Neuroxena och familjen björnspinnare. Inga underarter finns listade i Catalogue of Life.